# Partido Socialista Iemenita
O Partido Socialista Iemenita (YSP), (الحزب الاشتراكي اليمني, Al-Hizb Al-Ishtiraki Al-Yamani), é um partido político do Iêmen. Foi o partido que esteve no poder no antigo Iêmen do Sul antes da unificação com o Iêmen do Norte. Atualmente, o PSI é um partido de oposição.
É um membro observador da Internacional Socialista.

## História
No Iêmen, idéias socialistas e radicais vieram nos anos 40 e 50, com os primeiros estudantes que foram estudar no exterior. O PSI evoluiu de várias formas para libertar, unificar e transformar a sociedade iemenita. A criação do partido em 1978, com Ismail Abdul Fattah como líder, foi o resultado de uma união de vários movimentos revolucionários.
Quando o Iêmen do Sul tornou-se independente do Reino Unido, os líderes do PSI iniciaram um sistema de partido único, com base em um marxismo radical, que foi em grande parte financiado pela União Soviética e pelo Bloco do Leste. Atualmente, é um partido moderado com tendências socialistas e luta pacificamente por eleições livres e democráticas, separação de poderes e de uma reforma do sistema político. Também apoia o socialismo árabe. Atualmente possui uma aliança de oposição com os socialistas nasseristas, os nacionalistas (Partido Baath) e os islâmicos (Al-Islah).
O Partido Socialista do Iêmen foi o partido único na República Democrática Popular do Iêmen. Em 1986 ocorre, dentro do PSI, devido a disputas sobre a abertura política do país, uma guerra civil de duas semanas em que o chefe de Estado conservador-comunista al-Hassani foi derrubado.
O Iêmen do Sul foi incorporado ao Iêmen do Norte em 22 de maio de 1990. Após a guerra civil de 1994, a infra-estrutura e recursos do PSI foram confiscados pelo governo, e seus membros são regularmente vítimas de prisões injustificadas e tortura. Como resultado, nas últimas eleições em 27 de abril de 2003, o partido obteve apenas 3,8% do voto popular, ou seja, oito de 301 vagas na Câmara dos Deputados no Parlamento.

## Secretários gerais
- Abdul Fattah Ismail (1978–1980)
- Ali Nasir Muhammad (1980–1986)
- Ali Salim al-Beidh (1986–1994)
- Ali Saleh Obad (Moqbel) (1994–2005)
- Yasin Said Numan (2005–2015)
- Abdulraham Al-Saqqaf (2015–presente)